# 馬庫斯·安東森
馬庫斯·安東森（1991年5月8日—）是一位瑞典職業足球選手，在場上的位置是前鋒。他現在效力於英甲球隊布莱克本流浪者。安東森在2016年轉會列斯聯。

## 外部連結
- SvFF profile （页面存档备份，存于）